# Вацлав Налковський
Ва́цлав Пьотр Налко́вський (пол. Wacław Piotr Nałkowski), псевдонім «Przewłocki», «Nerwowy» (19 листопада 1851, Новодвур (колишній Гарволінський повіт) — 29 січня 1911, Варшава) — польський географ, педагог, публіцист і громадський діяч. Творець теорії невизначеності польської території. Батько Зоф'ї Налковської та Ганни Налковської.

## Життєпис
Він був єдиною дитиною Міхала Діонізія Яна Налковського та Целіни Налковської (до шлюбу Рудницька). Дитинство провів на Люблінщині на орендованих хуторах. У 1871 році Налковські переїхали до Любліна, де батько Вацлава влаштувався писарем, а він почав навчатися в Люблінській гімназії. У другому клясі, змушений важким матеріальним становищем сім'ї, давав приватні уроки молодшим друзям, заробляючи таким чином більше, ніж батько. Незважаючи на це, сім'я жила бідно, що сприяло тому, що молодий Вацлав часто страждав від слабкого здоров'я. Незважаючи на це, в кожному клясі молодшої школи він отримував нагороди за досягнення. Вже тоді він зацікавився географією та математикою. 18 червня 1871 року закінчив гімназію із золотою медаллю.

### Наука
У 1871 році почав навчання на філософському факультеті Ягеллонського університету. Через тиждень після того, як він від'їхав на навчання, раптово померла його мати, а через два місяці — батько. Через брак коштів на дорогу Налковський не був присутній на похоронах батьків. Умови, в яких він існував, межували з нуждою (він часто ходив голодний і мерз у неопалюваному приміщенні), що знову ж таки сприяло ослабленню його здоров'я. Він перервав навчання в Кракові і після року в Інституті техніки зв'язку в Петербурзі повернувся, щоб відновити навчання.
У 1875 році він створив підручник з фізичної географії, який, однак, не був виданий через банкрутство видавництва.
У 1880 р. він переїхав до Варшави, а в 1882 р. отримав документи, що дозволяли йому приватно викладати географію в Російській імперії. Відтоді й до самої смерті заробляв учителем географії.
У 1885 р. отримав щорічну стипендію Каси Мяновського, що дозволило йому розпочати написання докторської дисертації в Лейпцизькому університеті. Через фінансові проблеми Налковський не завершив навчання. Після повернення до Варшави продовжував викладати географію в жіночих пансіонах, на курсах і класах, а також у таємному Летючому університеті, а з 1905 р. — у Товаристві наукових курсів.
У 1903 році Налковський здійснив свою єдину закордонну наукову подорож до Австрії, Швейцарії, Франції та Італії щоб ознайомитися з льодовиковими, вулканічними та карстовими явищами. Через важке матеріяльне становище він не зміг їхати дальше.
Як ентузіаст географії Налковський наголошував на необхідності заснування Польського географічного товариства.

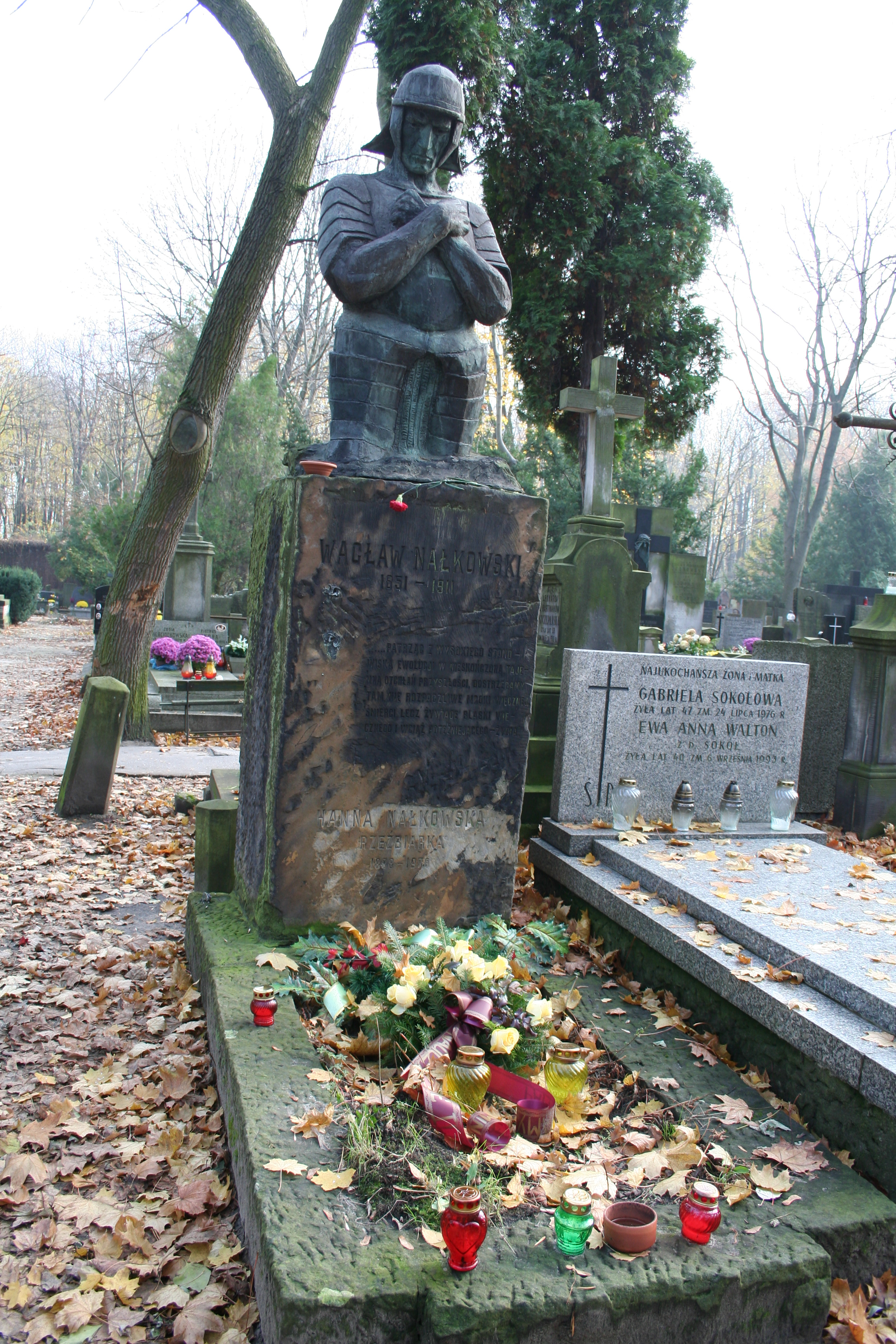
Могила Вацлава Налковського і його дочки Зофії Налковської

### Письменник, публіцист
У 1880-ті роки Налковський також написав багато праць у галузі географії. Декотрі статті, стали надійним внеском у літературу з цього питання і часто служили як підручники протягом десятиліть (наприклад, «Gieografja Fizyczna»). У свою чергу, у 1890-х роках, під спільною редакцією, Вацлав Налковський та Анджей Свєнтоховський створили найбільший донині польський атлас («Wielki atlas geograficzny»).
Вацлав Налковський також писав статті, рецензії та полеміку, які друкувалися, зокрема, в журналах «Głos», «Ateneum», «Przegląd Pedagogiczny», «Prawda» та «Niwa». Він торкався сучасних ідеологічних суперечок, таких як: права жінок, дарвінізм, клерикалізм, поступ-мракобісся, пролетаріят і Політична реакція.
Його полеміка з Сенкевичем відбувалася на сторінках журналів «Kurjer Warszawski» та «Głos», позаяк Налковський критично ставився до ідеології, викладеної в «Родині Поланецьких».
Загалом Налковський підготував понад 450 наукових і публіцистичних матеріялів.
Був членом Товариства польської культури, створеного 1906 року в Конґресовому королівстві.

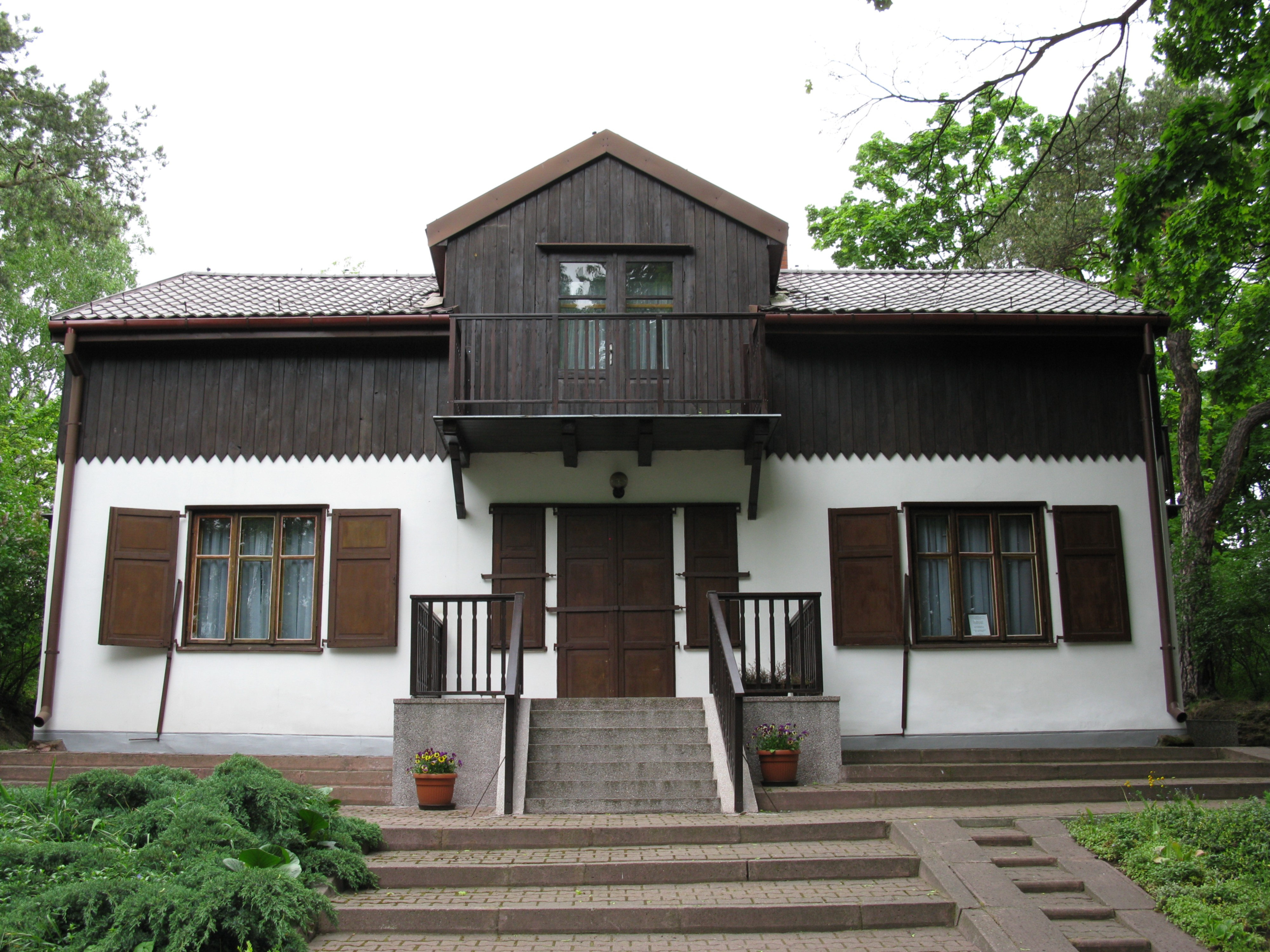
Музей Зофії і Вацлава Налковських

### Приватне життя і смерть
У 1881 році одружився з Анною Шафранек, з якою народилися три дочки: Целіна (померла в дитинстві), Зоф'я та Ганна. Сім'я Налковських жила у Варшаві. В 1895 році вони купили на виплат ділянку неродючої землі у Воломіні, на якій побудували дерев'яний будинок. Він служив їм як літня резиденція. Нині тут діє музей Вацлава та Зофії Налковських.
Вацлав Налковський помер від інсульту в 1911 році. Його похорон став вічем всієї прогресивної Варшави.
Покоїться на Повонзківському цвинтарі у Варшаві (kw. 219-II-1). Його дочка, Ганна Налковська — авторка скульптури «Боєць» (1926) на пам'ятнику Налковському. Скульптура відсилає до вірша Налковського «Боєць». Пам'ятник відкрили до 15-ї річниці смерті географа завдяки зусиллям Польського географічного товариства.

## Деякі публікації

### Наукові публікації
- «Polska», 1887 (перший географічний синтез Польщі)
- «Zarys geografii powszechnej, rozumowej», 1887 (перший польський підручник, який не тільки описує, але й пояснює земні явища)
- «Zarys geografii powszechnej, poglądowej», 1895
- «Wielki atlas geograficzny» (співавтор), 1895—1906
- «Ziemia i człowiek. Szkice i studia geograficzne», 1901
- «Gieografja Fizyczna», 1904 (протягом багатьох десятиліть це був єдиний сучасний підручник у цій галузі в Польщі, розроблений на вищому рівні)
- «Dookoła Alp», 1904 (книга, видана після його єдиної наукової поїздки за кордон)
- «Zarys metodyki geografii», 1908
- «Gieografja Malownicza 1. Australja (z Polinezja)», 1902
- «Gieografja Malownicza 2. Ameryka Południowa», 1909
- «Gieografja Malownicza 3. Ameryka Północna», 1909
- «Gieografja Malownicza 4. Afryka», 1909
- «Gieografja Malownicza 5. Azja», 1911
- «Materjaly do Gieografji Ziem Dawnej Polski», 1913
- «Metodyka do Gieografji», 1925
- «Świat i Człowiek», 1908
- «Zarys Gieografji Rozumowej (Gieologji)», 1907
- «Zarys metodyki geografii», Видавництво M. Arcta, Познань, 1920

### Публіцистика
- «Szkice społeczne i literackie», 1876
- «Forpoczta», 1895
- «Jednostka i ogół: szkice i liryki psycho-społeczne», Краків 1904
- «Sienkiewicziana», 1904

## Вшанування пам'яті
Його дочка Зофія Налковська присвятила йому збірку спогадів «Мій батько».
У Любліні (район Вроткув) його ім'я вшановано в назві житлового кооперативу (Spółdzielnia Mieszkaniowa im. Wacława i Zofii Nałkowskich), у назві житлового масиву (Osiedle Nałkowskich) та вулиці Налковських.
У Воломіні на вул. Вацлава Налковського 17 музей Зофії і Вацлава Налковських.
У Воломіні — на вул. М. Сасіна 33 розташований ліцей ім. Вацлава Налковського.
У Новодворі, де колись стояв будинок родини Налковських, пам'ятник. Комплекс загальноосвітніх шкіл у Новодворі носить ім'я Вацлава Налковського.